# Jacques Necker
Jacques Necker (30 tháng 9 năm 1732 – 9 tháng 4 năm 1804) là một chủ ngân hàng và chính khách người Genève , từng giữ chức bộ trưởng tài chính cho Louis XVI. Ông là một nhà cải cách, nhưng những đổi mới của ông đôi khi gây ra sự bất bình lớn. Necker là một người theo chủ nghĩa quân chủ lập hiến, một nhà kinh tế chính trị và một nhà đạo đức, người đã viết một bài phê phán gay gắt về nguyên tắc bình đẳng trước pháp luật mới.
Necker ban đầu giữ chức vụ tài chính từ tháng 7 năm 1777 đến năm 1781. Năm 1781, ông được công nhận rộng rãi vì quyết định chưa từng có của mình là công bố Compte rendu – qua đó công khai ngân sách của đất nước – "một sự mới lạ trong chế độ quân chủ chuyên chế, nơi tình hình tài chính luôn được giữ bí mật." Necker bị sa thải sau vài tháng. Đến năm 1788, lãi suất gộp không thể tránh khỏi của nợ quốc gia đã đưa nước Pháp vào một cuộc khủng hoảng tài chính. Necker được triệu hồi trở lại làm việc cho hoàng gia. Việc ông bị sa thải vào ngày 11 tháng 7 năm 1789 là một yếu tố dẫn đến Cuộc tấn công ngục Bastille. Trong vòng hai ngày, Necker được nhà vua và hội đồng triệu hồi. Necker tiến vào nước Pháp trong chiến thắng và cố gắng đẩy nhanh quá trình cải cách thuế. Đối mặt với sự phản đối của Quốc hội Lập hiến, ông đã từ chức vào tháng 9 năm 1790 trước phản ứng thờ ơ của mọi người.

## Cuộc sống và sự nghiệp thời thơ ấu
Necker sinh ngày 30 tháng 9 năm 1732 tại Genève  với cha là Karl Friedrich Necker và mẹ là Jeanne-Marie Gautier. Cha ông là một luật sư đến từ Küstrin ở Neumark, Phổ (nay là Kostrzyn nad Odrą, Ba Lan). Sau khi xuất bản một số tác phẩm, Karl Friedrich được bổ nhiệm làm giáo sư luật công tại Học viện Genève  vào năm 1725, và sau đó phục vụ trong Hội đồng Hai trăm thành viên của thành phố. Sau khi học tại Học viện Genève, Necker chuyển đến Paris vào năm 1748 và trở thành nhân viên văn phòng tại ngân hàng của Isaac Vernet và Peter Thellusson. Ngay sau đó, ông đã học được tiếng Hà Lan và tiếng Anh. Một ngày nọ, ông thay thế viên thư ký đầu tiên phụ trách giao dịch trên sàn giao dịch chứng khoán và thông qua một loạt các giao dịch, ông đã kiếm được khoản lợi nhuận nhanh chóng là nửa triệu livre Pháp. Năm 1762, Vernet nghỉ hưu và Necker trở thành đối tác trong ngân hàng với Thellusson, người quản lý ngân hàng ở London, trong khi Necker làm đối tác quản lý của ông ở Paris. Năm 1763, trước khi Chiến tranh Bảy năm kết thúc, ông đã đầu cơ thành công vào trái phiếu của Anh, lúa mì và có thể là một số cổ phiếu, mà ông đã bán với mức lợi nhuận tốt trong vài năm tiếp theo.

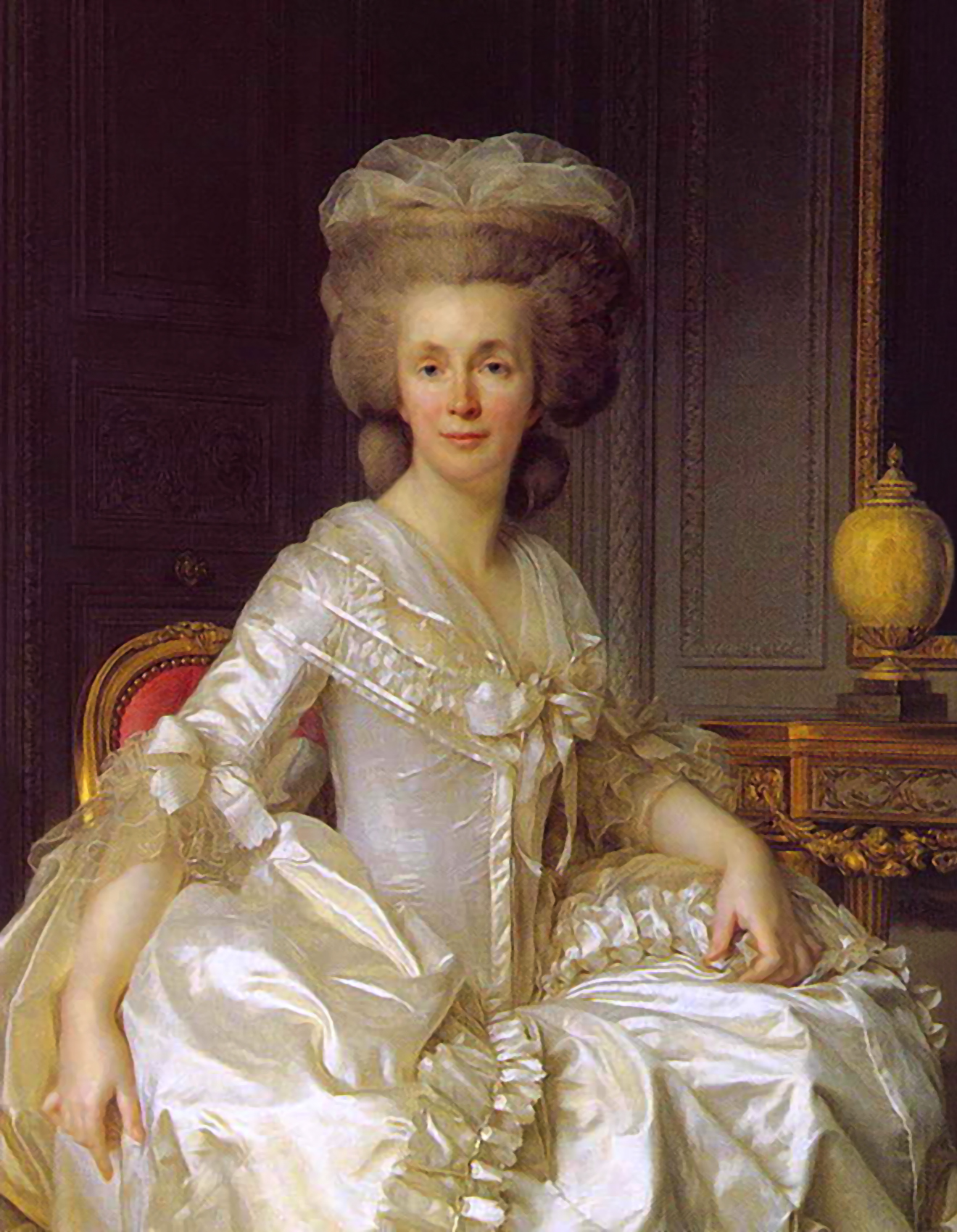
Suzanne Curchod, vợ của Necker

Necker đã yêu Madame de Verménou, góa phụ của một sĩ quan Pháp. Khi bà đến gặp Théodore Tronchin, bà đã làm quen với Suzanne Curchod. Năm 1764, Madame de Verménou đưa Suzanne đến Paris để làm bạn với các con của Thelusson. Suzanne đã đính hôn với nhà văn người Anh Edward Gibbon, nhưng ông buộc phải hủy hôn. Necker chuyển tình yêu của mình từ góa phụ giàu có sang nữ gia sư người Thụy Sĩ đầy tham vọng. Họ kết hôn trước khi kết thúc năm. Năm 1766, họ chuyển đến Rue de Cléry và có một cô con gái, Anne Louise Germaine, sau này là tác giả nổi tiếng và là chủ quản họp mặt salon Germaine de Staël.
Madame Necker khuyến khích chồng mình cố gắng tìm cho mình một vị trí công. Do đó, ông trở thành một syndic (hoặc giám đốc) của Công ty Đông Ấn Pháp, xung quanh đó đã diễn ra một cuộc tranh luận chính trị dữ dội vào những năm 1760 giữa các giám đốc và cổ đông của công ty và bộ trưởng hoàng gia về việc quản lý và quyền tự chủ của công ty. Sau khi chứng minh được khả năng tài chính của mình trong việc quản lý, Necker đã bảo vệ quyền tự chủ của công ty trong một hồi ký tài tình chống lại các cuộc tấn công của Morellet vào năm 1769. Vì công ty không bao giờ đem lại bất kỳ lợi nhuận nào trong suốt thời gian tồn tại nên thế độc quyền đã chấm dứt. Kỷ nguyên thương mại tự do đã bắt đầu. Necker đã mua lại tàu của công ty và kho hàng tồn kho khi công ty phá sản vào năm 1769.

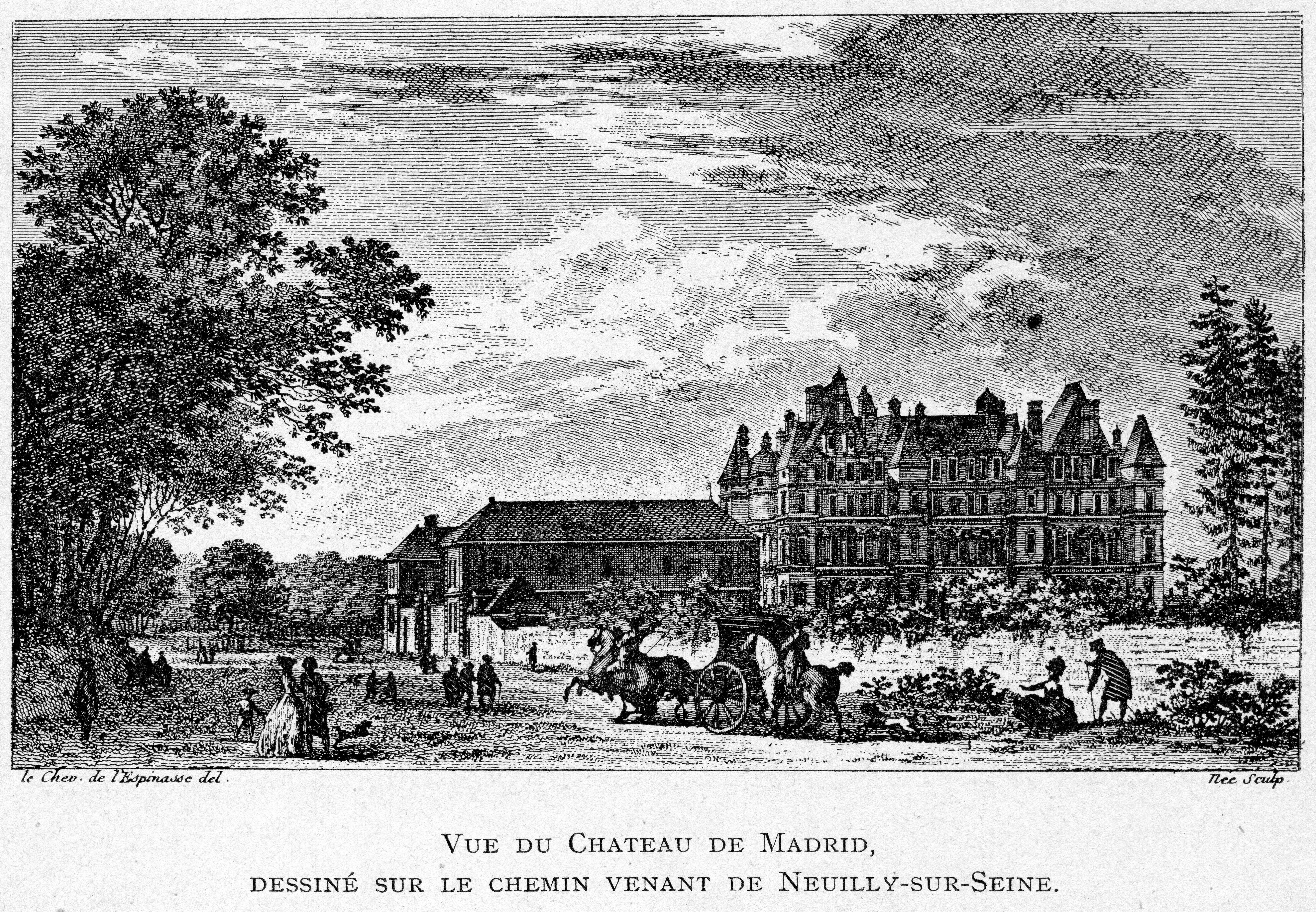
Château de Madrid, nhà của Necker ở Neuilly-sur-Seine

Từ năm 1768 đến năm 1776, ông đã cho chính phủ Pháp vay dưới hình thức trợ cấp trọn đời và thông qua hoạt động xổ số. Vợ ông bắt ông từ bỏ cổ phần của mình trong ngân hàng, số cổ phần này được ông chuyển cho anh trai Louis Necker và Jean Girardot vào năm 1772. Năm 1773, Necker giành được giải thưởng của Viện Hàn lâm Pháp vì đã bảo vệ chủ nghĩa nhà nước doanh nghiệp được xây dựng dưới dạng điếu văn vinh danh bộ trưởng Jean-Baptiste Colbert của Louis XIV. Vốn của Necker lên tới sáu hoặc tám triệu livre, và ông sử dụng Château de Madrid làm nhà nghỉ mát. Năm 1775, trong Essai sur la législation et le commerce des grain, ông đã chỉ trích những người theo chủ nghĩa trọng nông, như Ferdinando Galiani, và đặt câu hỏi về chính sách tự do kinh tế của Turgot, Tổng kiểm toán Tài chính. Turgot đã tạo ra quá nhiều kẻ thù; vào tháng 5 năm 1776, ông đã bị sa thải. Nhưng người kế nhiệm ông, Clugny de Nuis, đã qua đời vào tháng 10. Do đó, vào ngày 22 tháng 10 năm 1776, theo đề nghị của Maurepas, Necker được bổ nhiệm làm "Directeur du trésor royal". (Là một người theo đạo Tin lành, Necker không thể làm Kiểm soát viên.)

## Bộ trưởng Tài chính Pháp

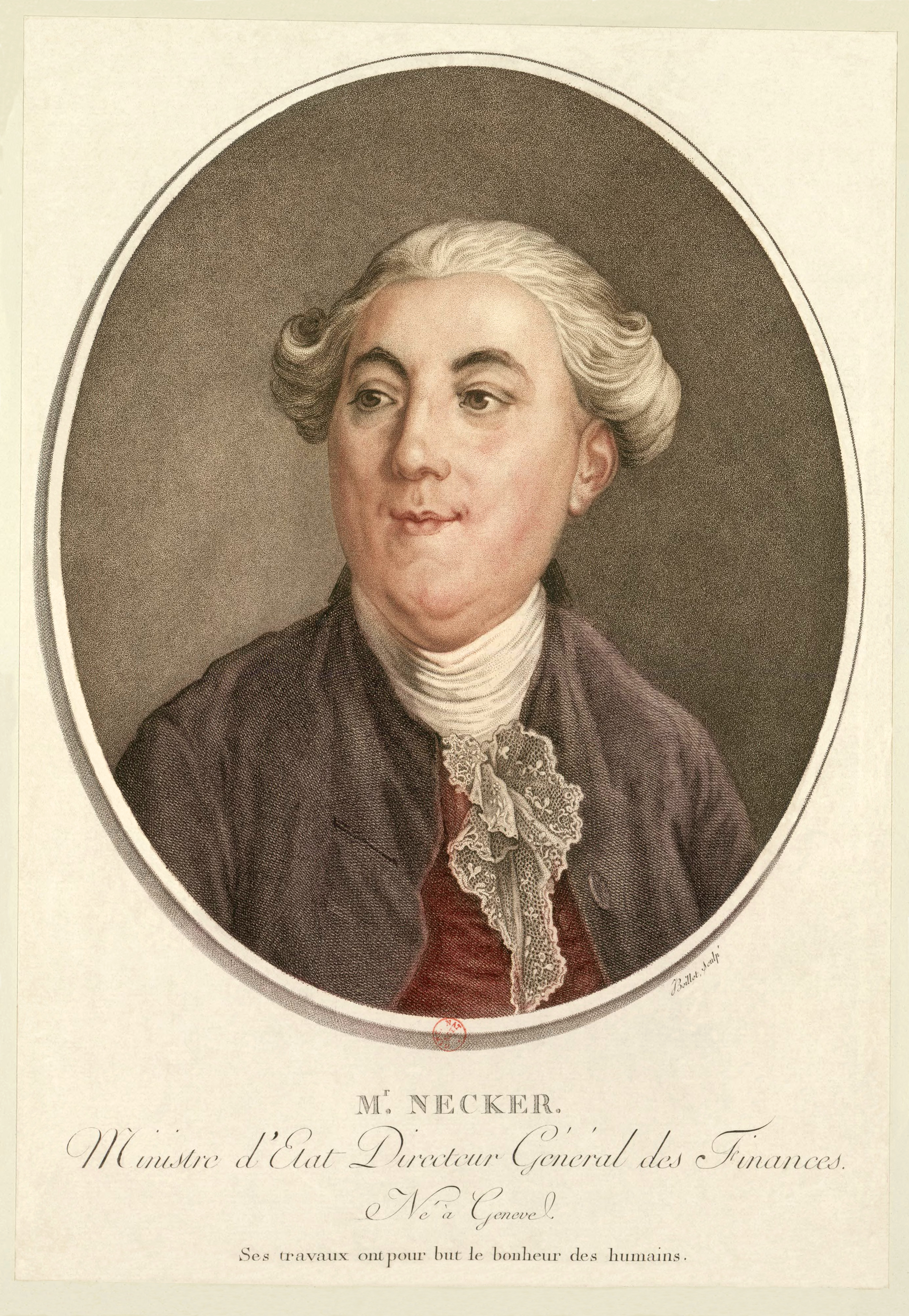

Vào ngày 29 tháng 6 năm 1777, theo con gái ông trong "Vie privée de Mr Necker", ông được bổ nhiệm làm tổng giám đốc kho bạc hoàng gia chứ không phải Tổng kiểm toán tài chính, điều này là không thể vì đức tin Tin lành của ông. Necker từ chối nhận lương, nhưng ông không được nhận vào Hội đồng Hoàng gia. Ông trở nên nổi tiếng thông qua việc điều chỉnh tài chính của chính phủ bằng cách cố gắng chia taille và thuế đầu người bình đẳng hơn, bãi bỏ một loại thuế được gọi là vingtième d'industrie (thuế giá trị gia tăng) và thành lập monts de piété (các cơ sở giống như tiệm cầm đồ để cho vay tiền thế chấp). Necker đã cố gắng thông qua các cải cách cẩn thận (bãi bỏ lương hưu, mortmain, droit de suite và đánh thuế công bằng hơn) để phục hồi ngân sách nhà nước mất tổ chức. Ông đã bãi bỏ hơn năm trăm chức vụ sinecure và không cần thiết. Cùng với vợ, ông đã đến thăm và cải thiện cuộc sống trong các bệnh viện và nhà tù. Vào tháng 4 năm 1778, ông đã chuyển 2,4 triệu livre từ tài sản của mình vào kho bạc hoàng gia. Không giống như Turgot – trong Mémoire sur les municipalités của mình – Necker đã cố gắng thành lập các hội đồng tỉnh và hy vọng chúng có thể đóng vai trò là phương tiện hiệu quả để cải cách chế độ Ancien régime. Necker chỉ thành công ở Berry và Haute-Guyenne, nơi ông thành lập các hội đồng với số lượng thành viên ngang bằng từ Đẳng cấp thứ ba.
Các biện pháp tài chính lớn nhất của ông là sử dụng các khoản vay để giúp tài trợ cho khoản nợ của Pháp và sử dụng lãi suất cao thay vì tăng thuế. Việc thu thuế gián tiếp đã được khôi phục lại cho các tổng nông dân (1780), nhưng Necker đã giảm một phần ba số lượng của họ và đưa họ vào diện giám sát và kiểm soát chặt chẽ hơn. Vào tháng 9 năm 1780, Necker đã yêu cầu sa thải, nhưng Nhà vua từ chối để ông ra đi.

### Compte rendu au roi (Bản báo cáo của Nhà vua)
Đến năm 1781, nước Pháp đang gặp khó khăn về tài chính, và với tư cách là tổng giám đốc kho bạc hoàng gia, ông bị đổ lỗi cho khoản nợ khá cao phát sinh từ Cách mạng Hoa Kỳ. Một loạt các tập sách nhỏ xuất hiện, chỉ trích Necker. Jacques-Mathieu Augerard đã tấn công ông về nguồn gốc nước ngoài, đức tin và các lựa chọn kinh tế của ông. Lý do chính đằng sau điều này là hành động "làm giả sổ sách" hoặc làm sai lệch hồ sơ của Necker. Ông đã làm sáng tỏ bức tranh bằng cách loại trừ các khoản chi tiêu quân sự và các khoản phí 'phi thường' khác (Menus-Plaisirs du Roi) và bỏ qua nợ quốc gia. Cả Necker và Calonne đều bị lừa dối với số lượng lương hưu và tiền thưởng. Nhà vua đã chi nhiều hơn cho anh em của mình so với sức khỏe cộng đồng. Sau khi Necker trình báo cáo thường niên của mình cho Louis XVI, nhà vua đã cố gắng giữ bí mật nội dung của báo cáo. Necker đã đáp trả thách thức một cách hung hăng bằng cách yêu cầu Nhà vua đưa ông vào hội đồng hoàng gia. Để trả thù, Necker đã công khai Compte rendu au roi; chỉ trong thời gian ngắn đã bán được 200.000 bản. Nó đã nhanh chóng được dịch sang tiếng Hà Lan, Đức, Đan Mạch, Ý và Anh.
Trong tác phẩm có ảnh hưởng nhất của mình, mang lại cho ông danh tiếng ngay lập tức, Necker đã tóm tắt thu nhập và chi tiêu của chính phủ để cung cấp hồ sơ đầu tiên về tài chính hoàng gia từng được công khai. Tài khoản được cho là một tác phẩm giáo dục cho người dân và trong đó, ông bày tỏ mong muốn tạo ra một dân chúng có hiểu biết và quan tâm. Trước đây, người dân chưa bao giờ coi thu nhập và chi tiêu của chính phủ là mối quan tâm của họ, nhưng Compte rendu đã khiến họ chủ động hơn.
Maurepas trở nên ghen tị, và Vergennes gọi ông là một nhà cách mạng. Necker tuyên bố rằng ông sẽ từ chức trừ khi được trao toàn bộ danh hiệu và thẩm quyền của một bộ trưởng, với một ghế trong Hội đồng Hoàng gia. Cả Maurepas và Vergennes đều trả lời rằng họ sẽ từ chức nếu điều này được thực hiện. Khi Necker bị sa thải vào ngày 19 tháng 5 năm 1781, người dân ở mọi tầng lớp đã đổ xô đến nhà ông ở St. Ouen. Joseph II đã gửi lời chia buồn và Catherine Đại đế đã mời ông đến Nga. Vào tháng 8 năm 1781, Madame Necker đã đi xa đến tận Utrecht để mua những lời vu khống xuất hiện dưới tên Turgot chống lại chồng bà. Bà thậm chí còn cố gắng bắt giữ những người bán sách.
Sau khi bị sa thải, Necker đã mua một điền trang ở Coppet. Anh trai của ông là Louis đã mua một điền trang ở Cologny. Cả hai điền trang đều nằm gần Hồ Genève . Khi nghỉ hưu, Necker, tin vào "chính sách đáng tin cậy", đã dành thời gian cho luật pháp và kinh tế, cho ra đời cuốn Traité de l'administration des financials de la France (1784) nổi tiếng của mình. Calonne đã cố gắng ngăn chặn việc phân phối cuốn sách ở Paris. Chưa bao giờ có một tác phẩm nào về một chủ đề nghiêm túc như vậy lại đạt được thành công chung như vậy; 80.000 bản đã được bán ra.

### Nhiệm kỳ thứ hai với tư cách là Tổng kiểm toán
Gia đình Necker trở về vùng Paris, cho rằng họ đã có mặt tại đám cưới của cô con gái duy nhất của họ là Germaine vào tháng 1 năm 1786. Tình trạng vỡ nợ quốc gia sắp xảy ra của Pháp khiến Calonne triệu tập một Hội đồng của những người đáng chú ý theo lệnh bãi bỏ các tòa phúc thẩm cấp tỉnh parlement để thực thi cải cách thuế. Hội đồng đã không họp kể từ năm 1626. Người ta không thể cấp các khoản vay mới nếu không có sự chấp thuận của Parlement. Trong bài phát biểu của mình, Calonne bày tỏ sự nghi ngờ về số liệu thống kê của Necker trong Compte rendu. Theo ông, chúng là sai và gây hiểu lầm, vì doanh thu của nhà nước đã được điều chỉnh tăng. Đối với Calonne, thâm hụt của Pháp là do Necker gây ra, người đã không tăng thuế. Tuy nhiên, Calonne đã dính líu đến một số vụ bê bối tài chính liên quan đến "Công ty Calonne" và bị nhà vua sa thải vào ngày 8 tháng 4 năm 1787. Vào ngày 11 tháng 4, Necker đã trả lời về những cáo buộc do Calonne đưa ra. Hai ngày sau, Louis XVI trục xuất Necker bằng một lettre de cachet vì đã trao đổi các tập sách rất công khai.
Sau hai tháng, Necker được phép trở lại Paris. Necker đã xuất bản Nouveaux éclaircissement sur le compte rendu. Louis Philippe II, Công tước xứ Orléans và thư ký của ông là Charles-Louis Ducrest cũng đưa ra các đề xuất. Bộ trưởng tài chính tiếp theo là Loménie de Brienne đã từ chức trong vòng mười lăm tháng. Vào ngày 24 tháng 8 năm 1788; nhà vua đã cấp cho ông một khoản lương hưu khổng lồ.
Vào ngày 25 hoặc 26 tháng 8, Necker được triệu tập trở lại văn phòng kèm theo pháo hoa. Theo John Hardman, Marie-Antoinette đã giúp tổ chức việc Necker trở lại nắm quyền. Lần này, ông khăng khăng đòi chức danh Tổng kiểm toán tài chính và được tiếp cận với hội đồng hoàng gia. Necker được bổ nhiệm làm Bộ trưởng chính phủ Pháp. Ông đã thu hồi lệnh ngày 16 tháng 8 yêu cầu những người sở hữu trái phiếu phải chấp nhận giấy tờ thay vì tiền; trái phiếu chính phủ đã tăng 30% trên thị trường.
Vào ngày 7 tháng 9 năm 1788, Paris đang phải đối mặt với nạn đói, và Necker đã đình chỉ việc xuất khẩu ngô, mua bảy mươi triệu livre lúa mì và công khai đăng lại sắc lệnh của Hội đồng Nhà vua ngày 23 tháng 4 năm 1789 cho phép cảnh sát kiểm tra các kho thóc và kho ngũ cốc tư nhân, nhưng không có nỗ lực nào trong số này có thể giải quyết được vấn đề. Năm 1788, các cuộc nổi loạn nổ ra ở Brittany, và Necker lại bị sa thải. Trong một lá thư gửi Florimond Claude, Bá tước de Mercy-Argenteau, Marie-Antoinette đã nhận công lao cá nhân vì đã buộc nhà vua phải ra tay trong vấn đề này. Bà tin rằng Necker sẽ làm giảm quyền lực của Nhà vua và viết rằng "thời điểm này rất cấp bách. Necker phải chấp nhận là điều rất cần thiết".

### Tác động của Cách mạng Hoa Kỳ
Một trong những vấn đề tài chính quan trọng nhất mà Necker phải đối mặt là Chiến tranh Cách mạng Hoa Kỳ và khoản nợ phát sinh sau đó. Cuộc chiến này được hầu hết người Pháp ủng hộ, ngoại trừ Necker. Lần đầu tiên, nhà vua tiến hành chiến tranh mà không tăng thuế. Vì Pháp đã tài trợ cho sự tham gia của mình gần như hoàn toàn bằng trái phiếu thành phố, Necker đã cảnh báo về hậu quả đối với ngân sách quốc gia của Pháp khi chiến tranh tiếp diễn. (Cuộc chiến đã khiến nhà nước thiệt hại khoảng 1,5 tỷ livre.) Các bộ trưởng Chiến tranh và Hải quân đặc biệt thù địch với ông.
Năm 1781, Quốc hội bổ nhiệm Robert Morris làm Tổng giám đốc Tài chính Hoa Kỳ sau khi phá sản. Năm 1783, Morris cắt giảm các khoản thanh toán lãi cho Pháp, chủ nợ nước ngoài lớn nhất của nước này. Điều này khiến Necker phải tìm kiếm nguồn vốn từ nơi khác. Nicolaas van Staphorst nói với Necker rằng toàn bộ khoản nợ của Pháp có thể được trả mà không bị mất mát thông qua thị trường vốn Amsterdam. Nhà Van Staphorst đã đưa ra lời đề nghị mua trái phiếu của Mỹ. Necker đã nồng nhiệt với đề xuất này nhưng yêu cầu thế chấp và sự chấp thuận của một ngân hàng đầu tư lớn. Necker quyết định rằng nếu không có thế chấp hoặc sự chấp thuận của một ngân hàng đầu tư lớn, thì đề xuất này không được chấp nhận.
Thomas Jefferson, người kế nhiệm Franklin làm bộ trưởng Hoa Kỳ tại Pháp và John Adams làm người đứng đầu bộ phận tài chính Hoa Kỳ tại châu Âu vào năm 1785, chỉ biết về cuộc gặp giữa đại diện của Van Staphorsts và Bộ trưởng Tài chính Pháp vào tháng 11 năm 1786, khi ông nhận được một tài liệu đã biên tập mô tả lời đề nghị của Hà Lan từ Étienne Clavière, một chủ ngân hàng người Genève  và ủng hộ Hoa Kỳ.
Các chủ ngân hàng Hà Lan đã ứng trước cho kho bạc đủ tiền để ngăn chặn một cuộc khủng hoảng trong năm tiếp theo. Mùa đông năm 1788–89 là một trong những mùa đông khắc nghiệt nhất trong lịch sử. Đến mùa hè năm 1789, người dân phải chịu nạn đói. Necker đã đích thân can thiệp và thành công tại ngân hàng Hope & Co. ở Amsterdam để cung cấp ngũ cốc cho 'Vua Pháp'. Ông đã sử dụng 2,4 triệu livre trong kho bạc hoàng gia làm tài sản thế chấp.

## Bộ trưởng không phải là quý tộc duy nhất

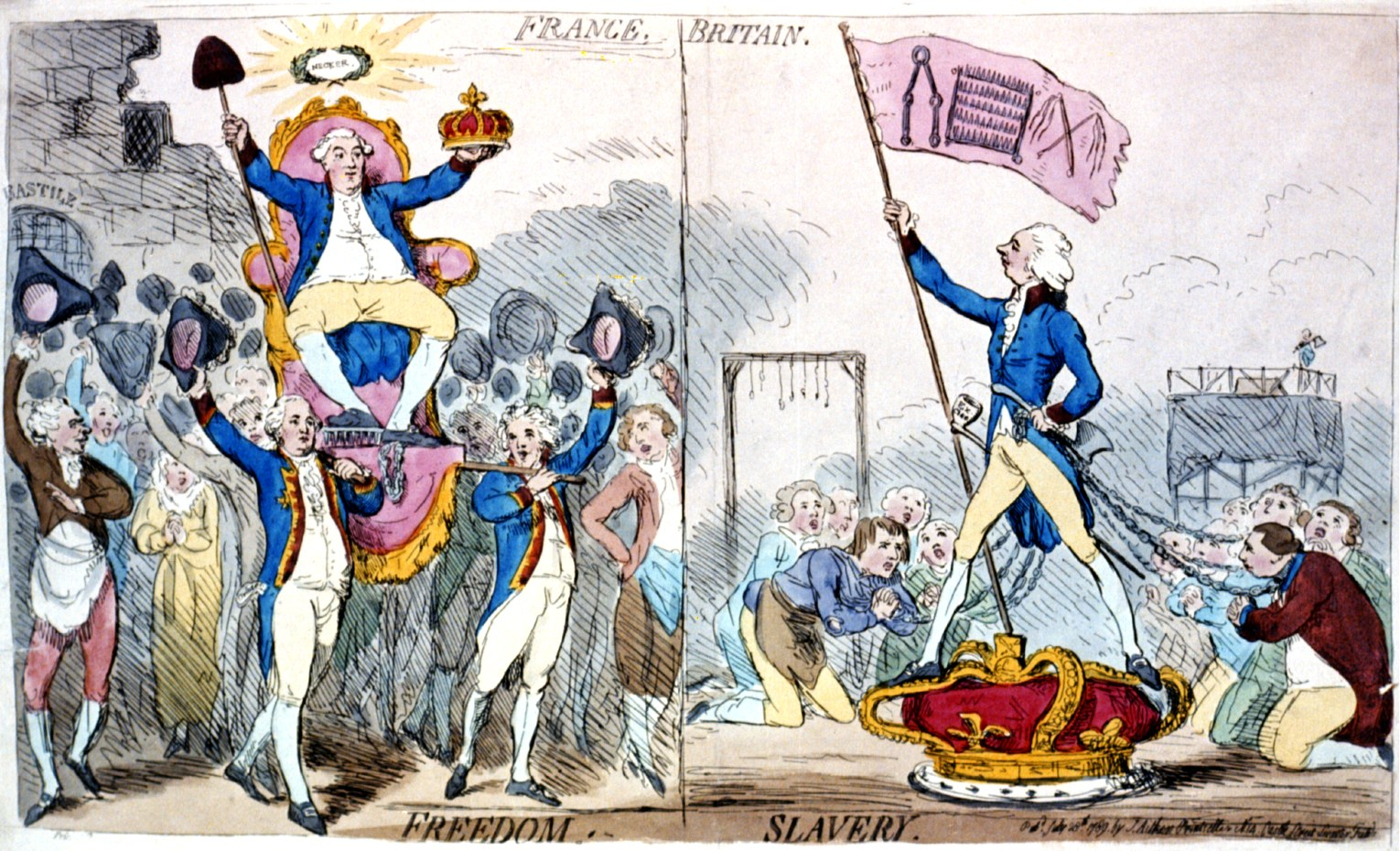
Trong bản khắc năm 1789 này, James Gillray biếm họa chiến thắng của Necker (ngồi, bên trái) năm 1789, so sánh tác động của nó đối với tự do theo hướng bất lợi với William Pitt Trẻ ở Anh. Pháp có chú thích "Tự do", trong khi Anh có chú thích "Nô lệ".

Vào thời điểm nhiệm kỳ thứ hai của mình tại nhiệm, Necker mong muốn một chế độ quân chủ hạn chế hơn và ủng hộ việc tăng cường quyền lực cho Hội đồng các đẳng cấp. Theo Peter Kropotkin, Necker "đã giúp làm lung lay hệ thống vốn đã lung lay đến bờ vực sụp đổ, nhưng ông không có khả năng ngăn chặn sự sụp đổ trở thành một cuộc cách mạng: có lẽ ông thậm chí còn không nhận ra rằng nó sắp xảy ra."
Necker đã thành công trong việc tăng gấp đôi đại diện của Đẳng cấp thứ ba để làm hài lòng người dân cả nước. Đẳng cấp thứ ba có số đại biểu bằng hai đẳng cấp kia cộng lại. Bài phát biểu của ông tại Hội đồng các đẳng cấp vào ngày 5 tháng 5 năm 1789 về các vấn đề cơ bản như sức khỏe tài chính, chế độ quân chủ lập hiến và cải cách thể chế và chính trị kéo dài ba giờ. Necker bị cảm lạnh và sau mười lăm phút, ông đã yêu cầu thư ký của Hiệp hội Nông nghiệp đọc phần còn lại. Ông mời các đại diện gạt bỏ lợi ích phe phái của họ sang một bên và xem xét đến lợi ích chung, lâu dài của quốc gia. Sự ganh đua cá nhân và những yêu sách cấp tiến phải nhường chỗ cho tinh thần thực dụng của sự ôn hòa và hòa giải. Ông kết luận:
| “ | Cuối cùng, các quý ông, các ông sẽ không ghen tị với những gì chỉ có thời gian mới có thể đạt được, và các ông sẽ để lại một cái gì đó cho nó làm. Bởi vì nếu các ông cố gắng cải cách mọi thứ có vẻ không hoàn hảo, công việc của các ông sẽ dẫn đến kết quả kém." | ” |
| — | |   |

Theo Simon Schama, ông "có vẻ coi Hội đồng các đẳng cấp là một cơ sở được thiết kế để hỗ trợ chính quyền hơn là cải cách chính phủ". Hai tuần sau, Necker dường như đã tìm cách thuyết phục nhà vua thông qua một hiến pháp tương tự như hiến pháp của Vương quốc Anh và khuyên ông bằng những điều khoản mạnh mẽ nhất có thể để đưa ra những nhượng bộ cần thiết trước khi quá muộn. Theo François Mignet, "ông hy vọng sẽ giảm số lượng các đơn đặt hàng và đưa đến việc áp dụng hình thức chính phủ Anh, bằng cách hợp nhất giáo sĩ và quý tộc vào một viện, và đẳng cấp thứ ba vào một viện khác." Necker cảnh báo nhà vua rằng nếu các đơn đặt hàng đặc quyền không được chấp thuận, thì Tổng hội sẽ sụp đổ, thuế sẽ không được nộp và chính phủ sẽ phá sản.
Vào ngày 17 tháng 6 năm 1789, đạo luật đầu tiên của Quốc hội mới tuyên bố tất cả các loại thuế hiện có là bất hợp pháp. Necker có lý do chính đáng để lo ngại về những tác động của quyết định chưa từng có này. Vào ngày 23 tháng 6, nhà vua đề xuất với hội đồng hoàng gia về việc giải tán Quốc hội. Vào ngày 11 tháng 7, nhà vua khuyên Necker rời khỏi đất nước ngay lập tức. Theo Jean Luzac, Necker và vợ đã đi dạo trong công viên. Sau đó, họ lên xe ngựa để lái đến điền trang của họ ở Saint-Ouen lúc bảy giờ tối. Khi tin tức được biết đến vào ngày hôm sau, nó đã khiến Camille Desmoulins vô cùng tức giận. Những chiếc đầu bằng sáp của Necker và Công tước d'Orléans đã được mang qua các con phố đến Tuileries. Đội cận vệ Hoàng gia được cho là đã chọn nổ súng thay vì chào những bức tượng. Mối đe dọa về một cuộc phản cách mạng đã khiến người dân cầm vũ khí và xông vào Bastille vào ngày 14 tháng 7. Nhà vua và Hội đồng đã triệu hồi Necker vô cùng nổi tiếng về một bộ thứ ba trong một lá thư có ngày 16 tháng 7. Necker trả lời từ Basle vào ngày 23. Ông đã viết thư cho anh trai mình rằng ông sẽ trở lại vực thẳm. Người kế nhiệm ông, Joseph Foullon de Doué, 74 tuổi, đã bị treo cổ trên một cột đèn vào ngày 22. Việc ông vào Versailles vào ngày 29 là một ngày lễ hội. Necker yêu cầu ân xá cho Nam tước de Besenval, người đã bị giam giữ sau khi được trao quyền chỉ huy quân đội tập trung ở Paris và xung quanh vào đầu tháng 7.
Vào ngày 4 tháng 8 năm 1789, ngày mà chế độ phong kiến bị Quốc hội bãi bỏ, Necker được trích dẫn rằng, "Những người thu thuế taille đang trong ca làm việc cuối cùng của họ."

### Phân công

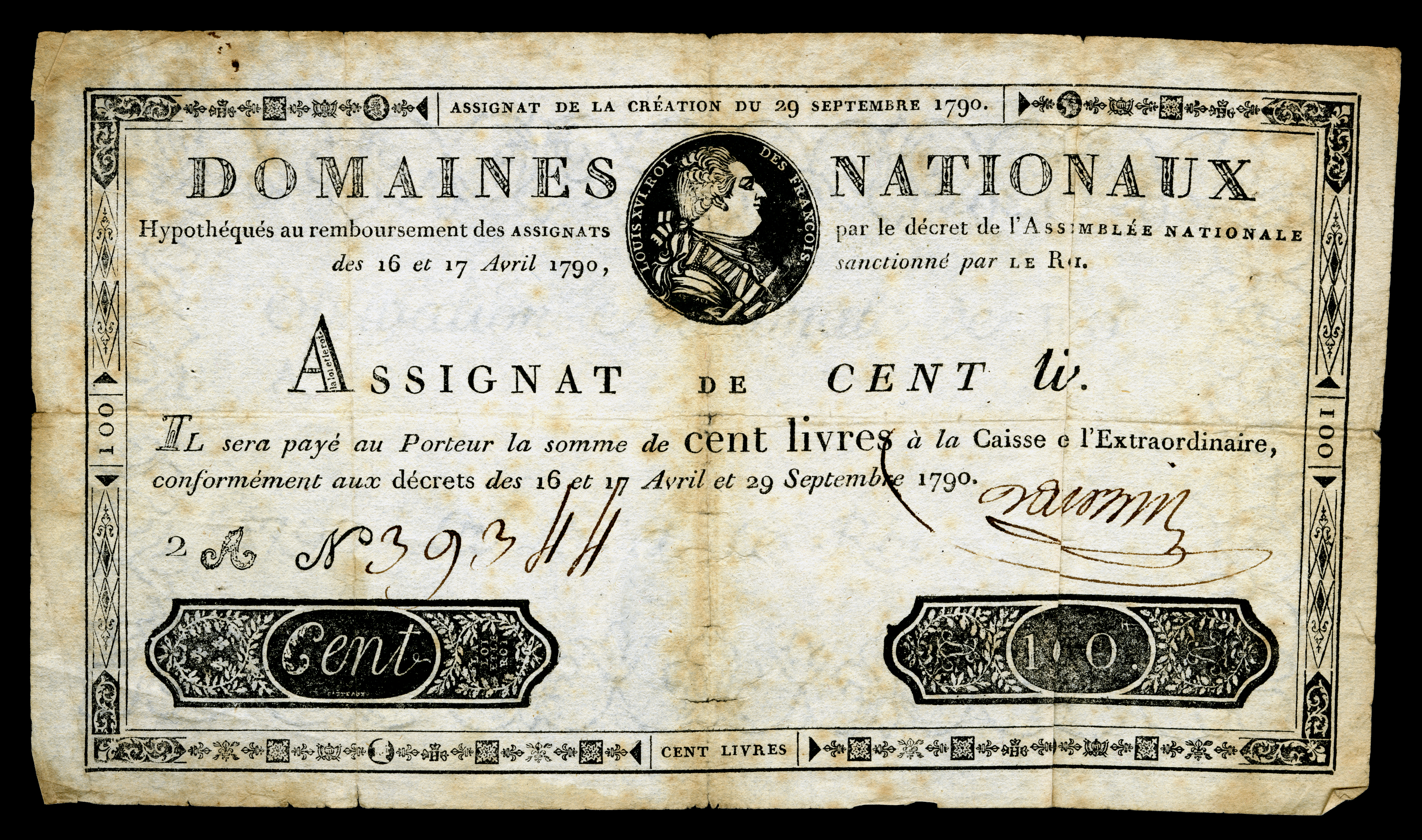
Phát hành tiền giấy đầu tiên của Pháp bởi Domaines Nationaux – Assignat cho 100 livre, phát hành năm 1790

Necker tỏ ra bất lực khi doanh thu thuế giảm nhanh chóng. Theo Talleyrand, tín dụng bị phá hủy; đối với Mirabeau, "thâm hụt là kho báu của quốc gia" vì nó đã tạo ra nhiều thay đổi khả thi. Đến tháng 9, kho bạc đã cạn kiệt. Theo Marat, toàn bộ nạn đói là công trình của một người đàn ông, cáo buộc Necker đã mua hết ngô ở mọi nơi, để Paris không còn ngô. Talleyrand, giám mục Autun đề xuất "hàng hóa quốc gia" nên được trả lại cho quốc gia. Vào tháng 11 năm 1789, tài sản của giáo hội đã bị tịch thu. Necker đề xuất vay từ Caisse d'Escompte, nhưng ý định chuyển đổi ngân hàng tư nhân thành ngân hàng quốc gia tương tự như Ngân hàng Anh của ông đã thất bại. Một vụ phá sản chung có vẻ chắc chắn. Mirabeau đề xuất với Lafayette lật đổ Necker. Vào ngày 21 tháng 12 năm 1789, một sắc lệnh đầu tiên đã được thông qua, ra lệnh phát hành (vào tháng 4 năm 1790) 400 triệu assignat, mỗi assignat có giá trị 1.000 livre, với lãi suất 5%, được bảo đảm và có thể hoàn trả dựa trên việc đấu giá "Biens nationaux". Sau khi các chứng chỉ nợ được thanh toán, chúng phải bị tiêu hủy hoặc đốt cháy.
Vào tháng 1 năm 1790, Necker đã có được lệnh bắt giữ Jean-Paul Marat, vì đã "công khai ủng hộ sự nghiệp của người dân, những tầng lớp nghèo nhất", theo Peter Kropotkin. Marat buộc phải chạy trốn đến London. Vào ngày 10 tháng 3 năm 1790, theo đề xuất của Pétion, việc quản lý tài sản của nhà thờ đã được chuyển giao cho các thành phố. Cùng lúc đó, Étienne Clavière đã vận động hành lang cho các vấn đề lớn về chứng chỉ nợ đại diện cho sự giàu có của quốc gia và hoạt động như một loại tiền tệ hợp pháp. Đối với cuộc sống hàng ngày, cần có những mệnh giá nhỏ hơn và mở rộng ra toàn nước Pháp. Vào ngày 17 tháng 4 năm 1790, những tờ tiền mới có mệnh giá 200 và 300 livre được tuyên bố là tiền tệ hợp pháp nhưng lãi suất của chúng đã giảm xuống còn 3%. Những tờ tiền Assignat sẽ bù đắp cho tình trạng khan hiếm tiền xu và sẽ phục hồi ngành công nghiệp và thương mại.
Vào tháng 5 năm 1790, các tài sản phong kiến và tôn giáo đã được bán để lấy những tờ Assignat. Những người theo chủ nghĩa quân chủ lập hiến như Maury, Cazalès, Bergasse và d'Eprémesnil phản đối điều này. Các đại biểu trong Công ước đã chuẩn bị một khoản bảo lãnh cho các vấn đề phát hành tiền giấy trong tương lai (vào ngày 19 tháng 6 và ngày 29 tháng 7). Một nửa số thuế trong năm trước vẫn chưa được nhận. Những người kiếm được hơn 400 livre được mời đến thành phố của họ và thực hiện nghĩa vụ của mình. Vì đây không phải là phương thuốc cuối cùng, Necker đã yêu cầu bạn bè của mình, những "banquiers" ở Genève , trả các khoản nợ mà Hội đồng đã từ chối. Bối cảnh chính trị đã bị chi phối bởi "những khán giả ồn ào, những thẩm phán cuồng nhiệt và những kẻ kích động vô chính phủ". Necker liên tục bị Jean-Paul Marat tấn công trong các tập sách nhỏ của ông và Jacques-René Hébert trong tờ báo của ông. Bá tước Mirabeau, người đóng vai trò quyết định trong Hội đồng, đã cáo buộc ông ta là kẻ độc tài tài chính hoàn toàn. Đối với Mirabeau, việc bày tỏ sự nghi ngờ về các khoản assignmentat chính là bày tỏ sự nghi ngờ về cuộc cách mạng.
Vào cuối tháng 8, chính phủ lại lâm vào cảnh túng quẫn; bốn tháng sau lần phát hành đầu tiên, số tiền đã được chi tiêu. Montesquiou-Fézensac, giáo viên của Mirabeau, đã trình bày một báo cáo tại Hội đồng. Assignat không chỉ nên được sử dụng để thanh toán tài sản của nhà thờ.
Montesquiou đã phóng đại quá mức số tiền nợ có thể chuộc lại, có lẽ là để thuyết phục Hội đồng. Vào ngày 27 tháng 8 năm 1790, Hội đồng quyết định phát hành thêm 1,9 tỷ đồng Assignat, trở thành tiền tệ hợp pháp trước khi kết thúc năm. Necker đã cố gắng thuyết phục Hội đồng không phát hành đồng tiền được đề xuất; cho rằng có thể tìm ra những cách khác để đạt được kết quả, và ông đã dự đoán những điều tồi tệ khủng khiếp. Necker không được Comte de Mirabeau, đối thủ mạnh nhất của ông, người đã kêu gọi "tiền quốc gia" và giành chiến thắng vào ngày hôm đó, ủng hộ. Một số đám đông đã được cử đến để hét lên và đe dọa ông. Khi mọi nguồn lực đã cạn kiệt, Hội đồng đã tạo ra tiền giấy, theo Necker. Ông đã nộp đơn từ chức vào ngày 3 tháng 9. Ông đã thành công trong việc giảm số lượng phát hành lớn và nguy hiểm là 1,9 tỷ xuống còn 800 triệu, nhưng các cuộc tấn công đã ảnh hưởng đến đơn từ chức của ông. Necker đã không từ chức sau quyết định biến đồng Assignat thành tiền tệ hợp pháp. Thay vào đó, lựa chọn phát hành tiền giấy cùng với sự phản đối chính trị đã chứng tỏ là động lực chính của ông.
Quốc hội đã ra sắc lệnh rằng chính họ sẽ chỉ đạo Kho bạc công. Necker đã tiên đoán rằng tiền giấy, thứ mà các khoản cổ tức sắp được trả, sẽ sớm trở nên vô giá trị. Du Pont de Nemours lo sợ việc phát hành các đồng tiền Assignat sẽ làm tăng gấp đôi giá bánh mì. Vì không ai thực sự có quyền phát hành các đồng tiền Assignat, nên mọi người sẽ sớm bắt đầu làm như vậy. Montesquiou-Fézensac, người được giao nhiệm vụ phát hành các đồng tiền Assignat, lo sợ sự đầu cơ cổ phiếu và lòng tham. Một tuyên bố (ngày 14 tháng 10) đình chỉ mọi khoản thanh toán lãi suất đã biến các đồng tiền Assignat thành tiền pháp định.

## Nghỉ hưu

Lâu đài Coppet

Necker, bị nghi ngờ có khuynh hướng phản động, đã đi về phía đông đến Arcis-sur-Aube và Vesoul, nơi ông bị bắt, nhưng vào ngày 11 tháng 9, ông được phép rời khỏi đất nước. Tại Lâu đài Coppet, ông bận rộn với kinh tế chính trị và luật pháp. Vào cuối năm 1792, ông xuất bản một tập sách nhỏ về phiên tòa xét xử Louis XVI. Gia đình Necker không được chào đón ở Genève . Nhiều người Pháp di cư coi họ là những người Jacobin, và nhiều người Thụy Sĩ Jacobin coi họ là những người bảo thủ.
Ban đầu sống ở Rolle, gia đình Necker chuyển đến một căn hộ ở Lâu đài Beaulieu sau khi chính quyền cách mạng được thành lập ở Genève . Sau khi bị đưa vào danh sách những người di cư, Necker không được trả bất kỳ khoản lãi nào cho số tiền ông để lại trong kho bạc. Ngôi nhà của ông ở Rue de la Chaussée-d'Antin, điền trang của ông ở Saint-Ouen sûr Seine và hai triệu livre đã bị chính phủ Pháp tịch thu. Bà Necker, người luôn coi mình là người bệnh, đã mắc bệnh tâm thần. Kể từ khi Germaine chào đời, bà đã sửa những điều khoản bệnh hoạn nhất trong di chúc của mình và khăng khăng đòi được Samuel-Auguste Tissot ướp xác, bảo quản và trưng bày trong phòng ngủ trong bốn tháng. Ông tiếp tục sống dưới sự chăm sóc của con gái mình. Đến năm 1794, nước Pháp sẽ tràn ngập những người chuyển nhượng giả mạo. Nhưng thời của ông đã qua, và những cuốn sách của ông không có ảnh hưởng chính trị nào ngoại trừ ở nước ngoài. Năm 1795, Germaine chuyển đến Paris cùng Benjamin Constant, nhưng bà đã quay trở lại, đôi khi là không tự nguyện, và thành lập Cercle de Coppet.
Vào tháng 3 năm 1798, Bern bị tấn công trong cuộc xâm lược Thụy Sĩ của Pháp. Necker được đối xử tôn trọng khi quân đội đi qua dinh thự của ông. Vào tháng 7 năm 1798, ông bị xóa khỏi danh sách Người di cư. Ngôi nhà của ông ở quận 9 của Paris đã được bán cho (hoặc bị chiếm giữ bởi?) chồng của Juliette Récamier. Vào đầu tháng 6 năm 1800, Necker đã gặp Napoleon trên đường đến Marengo. Napoleon đã bí mật kể cho ông nghe về kế hoạch tái lập chế độ quân chủ ở Pháp của mình. Việc xuất bản "Những quan điểm cuối cùng về chính trị và tài chính" của Necker vào năm 1802 đã khiến vị lãnh sự đầu tiên khó chịu. Ông đe dọa sẽ trục xuất Madame de Staël khỏi Paris vì cuốn sách này. Mặc dù Necker chưa bao giờ là một người theo chủ nghĩa cộng hòa trước đây, nhưng về cuối đời, ông đã nghiêm túc tham gia vào dự án tạo ra và củng cố một nền cộng hòa "duy nhất và không thể chia cắt" tại Pháp. Sau đó, Necker đã tiên đoán về sự đàn áp của Tribunat khi nó diễn ra theo Lãnh sự quán Pháp. Yêu cầu bồi thường hai triệu đô la của ông đối với ngân khố nhà nước không được Sénat conservateur công nhận.
Necker qua đời vào năm 1804. Ông được chôn cất bên cạnh vợ mình trong khu vườn của Lâu đài Coppet. Lăng mộ được niêm phong vào năm 1817 sau khi Germaine qua đời. Hiến chương năm 1814 do Louis XVIII ký tại Saint-Ouen sûr Seine chứa hầu hết các điều khoản ủng hộ quyền tự do do Necker đề xuất trước Cách mạng ngày 14 tháng 7 năm 1789. Do đó, George Armstrong Kelly gọi ông là "ông tổ của Chủ nghĩa tự do phục hồi".
"Hậu thế không công bằng với Necker", theo Aurelian Craiutu. Vào ngày 11 tháng 8 năm 1792, một ngày sau Cuộc tấn công Tuileries, tất cả các bức tượng bán thân đã bị dỡ khỏi tòa thị chính, bao gồm cả bức tượng Necker của Jean-Antoine Houdon và bị đập vỡ. Giống như Mirabeau, Hầu tước De Lafayette, Barnave và Pétion, Necker chỉ được người dân ủng hộ tạm thời.

## Cuộc sống cá nhân
Năm 1786, con gái của Necker là Germaine kết hôn với Erik Magnus Staël von Holstein; bà đã trở thành một nhân vật nổi bật theo đúng nghĩa của mình và là đối thủ hàng đầu của Napoleon Bonaparte. Vào ngày 22 tháng 3 năm 1814, bà được hứa sẽ nhận được 21 năm lãi suất từ khoản đầu tư của cha mình vào kho bạc công. Sau khi ông qua đời, con gái ông đã xuất bản "Vie privée de Mr. Necker". Cháu trai của ông là Auguste de Staël (1790–1827) đã biên tập Complete Oeuvres của Jacques Necker.
Cháu trai của ông là Jacques Necker (1757–1825), một nhà thực vật học, đã kết hôn với Albertine Necker de Saussure. Họ chăm sóc chú của mình sau khi vợ ông qua đời vào năm 1794. Con trai của họ là nhà địa chất học và tinh thể học Louis Albert Necker de Saussure.